# Asplenium perardii
Asplenium perardii är en svartbräkenväxtart som beskrevs av René Verriet de Litardière. Asplenium perardii ingår i släktet Asplenium och familjen Aspleniaceae. Inga underarter finns listade.